# Inledande omgångar i Svenska cupen i fotboll för damer 2021/2022
Inledande omgångar i Svenska cupen för damer 2021/2022 inleddes den 21 juni och avslutades den 12 oktober 2021.

## Omgång 1

### Sammanfattning
| Första omgången – 52 deltagande klubblag | Första omgången – 52 deltagande klubblag | Första omgången – 52 deltagande klubblag |
| ---------------------------------------- | ---------------------------------------- | ---------------------------------------- |
| Lag 1                                    | Resultat                                 | Lag 2                                    |
| Vimmerby IF                              | 0–6                                      | IFK Värnamo                              |
| Älmhults IF                              | 3–0                                      | Nättraby GoIF                            |
| Lödöse Nygård IK                         | 4–1                                      | Nittorps IK                              |
| Halmstads BK                             | 1–3                                      | Eskilsminne IF                           |
| Sunnanå SK                               | 0–1                                      | Team TG                                  |
| Gamla Upsala SK                          | 5–1                                      | Vaksala SK                               |
| IK Gauthiod                              | 1–2                                      | Trollhättans FK                          |
| Sandvikens IF                            | 00004–6 (e.f.)                           | Västerås BK30                            |
| Sävedalens IF                            | 0–6                                      | Göteborgs DFF                            |
| Dalhem IF                                | 00003–1 (e.f.)                           | Stureby FF                               |
| Ljusdals IF                              | 1–0                                      | Alnö IF                                  |
| IFK Östersund                            | 0–3                                      | Själevads IK                             |
| IF Viken                                 | 1–2                                      | Degerfors IF                             |
| Linköping BK                             | 6–2                                      | Rimforsa IF                              |
| Infjärdens SK                            | 4–2                                      | Notvikens IK                             |
| Örebro SK                                | 1–4                                      | Rävåsens IK                              |
| Onsala BK                                | 0–2                                      | Qviding FIF                              |
| Sjöbo IF                                 | 0–3                                      | Trelleborgs FF                           |
| IK Brage                                 | 0–5                                      | Kvarnsvedens IK                          |
| Husqvarna FF                             | 4–0                                      | Mariebo IK                               |
| Önnestad BoIF                            | 00001–6 (e.f.)                           | Hittarps IK                              |
| IK Tun                                   | 2–6                                      | Enskede IK                               |
| Boo FF                                   | 2–1                                      | Sollentuna FK                            |
| Öckerö IF                                | 6–0                                      | IK Rössö                                 |
| IFK Lidingö                              | 3–2                                      | Täby FK                                  |
| Sätra SK                                 | 1–0                                      | Tyresö FF                                |

### Matcher
| 1           | 21 juni 2021 | Vimmerby IF | 0 – 6           | IFK Värnamo                                                                          | Ceosvallen                                        |                                                   |
| 19:00 UTC+2 | 19:00 UTC+2  |             | (0 – 3) Rapport | 10′ Fanny Holmberg 29′, 61′ Alma Cedefors 32′, 75′ Sefika Muratovic 88′ Alva Persson | Vimmerby Publik: 72 Domare: Linda Eriksson Kartal | Vimmerby Publik: 72 Domare: Linda Eriksson Kartal |
| 19:00 UTC+2 | 19:00 UTC+2  |             |                 |                                                                                      | Vimmerby Publik: 72 Domare: Linda Eriksson Kartal | Vimmerby Publik: 72 Domare: Linda Eriksson Kartal |
| 19:00 UTC+2 | 19:00 UTC+2  |             |                 |                                                                                      | Vimmerby Publik: 72 Domare: Linda Eriksson Kartal | Vimmerby Publik: 72 Domare: Linda Eriksson Kartal |

| 2           | 7 juli 2021 | Älmhults IF                   | 3 – 0   | Nättraby GoIF | Älmevallen                             |                                        |
| 19:00 UTC+2 | 19:00 UTC+2 | Johanna Ribacke 34′, 61′, 65′ | Rapport |               | Älmhult Publik: 80 Domare: Maja Nyberg | Älmhult Publik: 80 Domare: Maja Nyberg |
| 19:00 UTC+2 | 19:00 UTC+2 |                               |         |               | Älmhult Publik: 80 Domare: Maja Nyberg | Älmhult Publik: 80 Domare: Maja Nyberg |
| 19:00 UTC+2 | 19:00 UTC+2 |                               |         |               | Älmhult Publik: 80 Domare: Maja Nyberg | Älmhult Publik: 80 Domare: Maja Nyberg |

| 3           | 22 juli 2021 | Lödöse Nygård IK                                                                  | 4 – 1           | Nittorps IK         | Alevi IP                                  |                                           |
| 19:00 UTC+2 | 19:00 UTC+2  | Wilma Andersson 21′ Rebecca Heinerås 44′ Sofia Olsson 61′ Elin Järvelä Hektor 73′ | (2 – 0) Rapport | 90′ Wilma Andersson | Nygård Publik: 102 Domare: Patrik Nilsson | Nygård Publik: 102 Domare: Patrik Nilsson |
| 19:00 UTC+2 | 19:00 UTC+2  |                                                                                   |                 |                     | Nygård Publik: 102 Domare: Patrik Nilsson | Nygård Publik: 102 Domare: Patrik Nilsson |
| 19:00 UTC+2 | 19:00 UTC+2  |                                                                                   |                 |                     | Nygård Publik: 102 Domare: Patrik Nilsson | Nygård Publik: 102 Domare: Patrik Nilsson |

| 4           | 24 juli 2021 | Halmstads BK       | 1 – 3   | Eskilsminne IF                                      | Halmstad Arena               |                              |
| 14:00 UTC+2 | 14:00 UTC+2  | Emma Harrysson 61′ | Rapport | 64′ Lovisa Ohlander 82′ Ellen Pigg 87′ Emma Widesjö | Halmstad Domare: David Weber | Halmstad Domare: David Weber |
| 14:00 UTC+2 | 14:00 UTC+2  |                    |         |                                                     | Halmstad Domare: David Weber | Halmstad Domare: David Weber |
| 14:00 UTC+2 | 14:00 UTC+2  |                    |         |                                                     | Halmstad Domare: David Weber | Halmstad Domare: David Weber |

| 5           | 26 juli 2021 | Sunnanå SK | 0 – 1           | Team TG         | Electrolux Home Arena                        |                                              |
| 19:00 UTC+2 | 19:00 UTC+2  |            | (0 – 1) Rapport | 20′ Elsa Lustig | Skellefteå Publik: 136 Domare: Fardin Nazari | Skellefteå Publik: 136 Domare: Fardin Nazari |
| 19:00 UTC+2 | 19:00 UTC+2  |            |                 |                 | Skellefteå Publik: 136 Domare: Fardin Nazari | Skellefteå Publik: 136 Domare: Fardin Nazari |
| 19:00 UTC+2 | 19:00 UTC+2  |            |                 |                 | Skellefteå Publik: 136 Domare: Fardin Nazari | Skellefteå Publik: 136 Domare: Fardin Nazari |

| 6           | 27 juli 2021 | Gamla Upsala SK                                                     | 5 – 1           | Vaksala SK           | Gamlis IP                                  |                                            |
| 19:00 UTC+2 | 19:00 UTC+2  | Elin Åkerman 21′, 62′ Caroline Lundberg 24′, 83′ Sanna Forsberg 31′ | (3 – 1) Rapport | 36′ Alicia Johansson | Uppsala Publik: 200 Domare: Katrin De Boer | Uppsala Publik: 200 Domare: Katrin De Boer |
| 19:00 UTC+2 | 19:00 UTC+2  |                                                                     |                 |                      | Uppsala Publik: 200 Domare: Katrin De Boer | Uppsala Publik: 200 Domare: Katrin De Boer |
| 19:00 UTC+2 | 19:00 UTC+2  |                                                                     |                 |                      | Uppsala Publik: 200 Domare: Katrin De Boer | Uppsala Publik: 200 Domare: Katrin De Boer |

| 7           | 27 juli 2021 | IK Gauthiod         | 1 – 2           | Trollhättans FK                         | Lunnevi IP                                     |                                                |
| 19:00 UTC+2 | 19:00 UTC+2  | Stina Österberg 60′ | (0 – 1) Rapport | 43′ Hannah Skoglund 47′ Amanda Aronsson | Grästorp Publik: 83 Domare: Christer Johansson | Grästorp Publik: 83 Domare: Christer Johansson |
| 19:00 UTC+2 | 19:00 UTC+2  |                     |                 |                                         | Grästorp Publik: 83 Domare: Christer Johansson | Grästorp Publik: 83 Domare: Christer Johansson |
| 19:00 UTC+2 | 19:00 UTC+2  |                     |                 |                                         | Grästorp Publik: 83 Domare: Christer Johansson | Grästorp Publik: 83 Domare: Christer Johansson |

| 8           | 27 juli 2021 | Sandvikens IF                                                     | 0000 4 – 6 (e.fl.) | Västerås BK30                                                              | Jernvallen                                 |                                            |
| 19:30 UTC+2 | 19:30 UTC+2  | Wilma Sjöberg 8′ Ninni Lang 64′ Elin Bimer 73′ Wilma Näslund 101′ | (1 – 2) Rapport    | 11′, 85′ Johanna Norberg 42′, 103′, 110′ Ina Burström 120+2′ Sara Eriksson | Sandviken Publik: 130 Domare: Agnes Emborg | Sandviken Publik: 130 Domare: Agnes Emborg |
| 19:30 UTC+2 | 19:30 UTC+2  |                                                                   |                    |                                                                            | Sandviken Publik: 130 Domare: Agnes Emborg | Sandviken Publik: 130 Domare: Agnes Emborg |
| 19:30 UTC+2 | 19:30 UTC+2  |                                                                   |                    |                                                                            | Sandviken Publik: 130 Domare: Agnes Emborg | Sandviken Publik: 130 Domare: Agnes Emborg |

| 9           | 27 juli 2021 | Sävedalens IF | 0 – 6           | Göteborgs DFF                                                                        | Vallhamra IP                                        |                                                     |
| 19:30 UTC+2 | 19:30 UTC+2  |               | (0 – 2) Rapport | 33′, 62′ Evelina Egenwall 38′, 75′ Frida Bremer 72′ Felicia Holmberg 87′ Nora Sæther | Sävedalen Publik: 47 Domare: Ina Landin-Liljestrand | Sävedalen Publik: 47 Domare: Ina Landin-Liljestrand |
| 19:30 UTC+2 | 19:30 UTC+2  |               |                 |                                                                                      | Sävedalen Publik: 47 Domare: Ina Landin-Liljestrand | Sävedalen Publik: 47 Domare: Ina Landin-Liljestrand |
| 19:30 UTC+2 | 19:30 UTC+2  |               |                 |                                                                                      | Sävedalen Publik: 47 Domare: Ina Landin-Liljestrand | Sävedalen Publik: 47 Domare: Ina Landin-Liljestrand |

| 10          | 28 juli 2021 | Dalhem IF                                                   | 0000 3 – 1 (e.fl.) | Stureby FF             | Dalhem IP                           |                                     |
| 14:00 UTC+2 | 14:00 UTC+2  | Bella Nilsson 45+18′ Molly Fröberg 106′ Mikaela Leveau 111′ | (1 – 0) Rapport    | 87′ Victoria Riesterer | Dalhem Publik: 56 Domare: Ola Bröms | Dalhem Publik: 56 Domare: Ola Bröms |
| 14:00 UTC+2 | 14:00 UTC+2  |                                                             |                    |                        | Dalhem Publik: 56 Domare: Ola Bröms | Dalhem Publik: 56 Domare: Ola Bröms |
| 14:00 UTC+2 | 14:00 UTC+2  |                                                             |                    |                        | Dalhem Publik: 56 Domare: Ola Bröms | Dalhem Publik: 56 Domare: Ola Bröms |

| 11          | 28 juli 2021 | Ljusdals IF        | 1 – 0           | Alnö IF | Erik Hamréns plan                            |                                              |
| 19:00 UTC+2 | 19:00 UTC+2  | Camilla Edlund 86′ | (0 – 0) Rapport |         | Ljusdal Publik: 73 Domare: Michaela Backlund | Ljusdal Publik: 73 Domare: Michaela Backlund |
| 19:00 UTC+2 | 19:00 UTC+2  |                    |                 |         | Ljusdal Publik: 73 Domare: Michaela Backlund | Ljusdal Publik: 73 Domare: Michaela Backlund |
| 19:00 UTC+2 | 19:00 UTC+2  |                    |                 |         | Ljusdal Publik: 73 Domare: Michaela Backlund | Ljusdal Publik: 73 Domare: Michaela Backlund |

| 12          | 28 juli 2021 | IFK Östersund | 0 – 3           | Själevads IK                                          | Jämtkraft Arena                           |                                           |
| 19:30 UTC+2 | 19:30 UTC+2  |               | (0 – 1) Rapport | 45′ Amanda Norberg 79′ Klara Nyberg 87′ Matilda Melin | Östersund Publik: 100 Domare: Kjell Wenna | Östersund Publik: 100 Domare: Kjell Wenna |
| 19:30 UTC+2 | 19:30 UTC+2  |               |                 |                                                       | Östersund Publik: 100 Domare: Kjell Wenna | Östersund Publik: 100 Domare: Kjell Wenna |
| 19:30 UTC+2 | 19:30 UTC+2  |               |                 |                                                       | Östersund Publik: 100 Domare: Kjell Wenna | Östersund Publik: 100 Domare: Kjell Wenna |

| 13          | 30 juli 2021 | IF Viken         | 1 – 2           | Degerfors IF                           | Rösvallen                      |                                |
| 19:00 UTC+2 | 19:00 UTC+2  | Ida Kjellman 58′ | (0 – 0) Rapport | 52′ Emilia Dahlström 71′ Tyra Eriksson | Åmål Domare: Joakim Pettersson | Åmål Domare: Joakim Pettersson |
| 19:00 UTC+2 | 19:00 UTC+2  |                  |                 |                                        | Åmål Domare: Joakim Pettersson | Åmål Domare: Joakim Pettersson |
| 19:00 UTC+2 | 19:00 UTC+2  |                  |                 |                                        | Åmål Domare: Joakim Pettersson | Åmål Domare: Joakim Pettersson |

| 14          | 31 juli 2021 | Linköping BK | 6 – 2           | Rimforsa IF                             | Skarpans IP                                  |                                              |
| 15:30 UTC+2 | 15:30 UTC+2  | Linn Andersson 1′ Moa Löfstedt 24′ Steffanie Bramer 25′ Fanny Salvesen 44′ Smilla Rosenborg 63′ Irma Ståhlberg 66′ | (4 – 1) Rapport | 10′ Selma Palmkvist 78′ Lina Halvarsson | Linköping Publik: 40 Domare: Patricia Yacoub | Linköping Publik: 40 Domare: Patricia Yacoub |
| 15:30 UTC+2 | 15:30 UTC+2  | |                 |                                         | Linköping Publik: 40 Domare: Patricia Yacoub | Linköping Publik: 40 Domare: Patricia Yacoub |
| 15:30 UTC+2 | 15:30 UTC+2  | |                 |                                         | Linköping Publik: 40 Domare: Patricia Yacoub | Linköping Publik: 40 Domare: Patricia Yacoub |

| 15          | 4 augusti 2021 | Infjärdens SK                                          | 4 – 2           | Notvikens IK                         | IVAB Arena                   |                              |
| 19:00 UTC+2 | 19:00 UTC+2    | Agnes Namutosi 22′, 66′ Caroline Blom 46′ My Lakso 67′ | (1 – 0) Rapport | 54′ Elin Nygård 85′ Emilia Johansson | Roknäs Domare: Johan Nyström | Roknäs Domare: Johan Nyström |
| 19:00 UTC+2 | 19:00 UTC+2    |                                                        |                 |                                      | Roknäs Domare: Johan Nyström | Roknäs Domare: Johan Nyström |
| 19:00 UTC+2 | 19:00 UTC+2    |                                                        |                 |                                      | Roknäs Domare: Johan Nyström | Roknäs Domare: Johan Nyström |

| 16          | 10 augusti 2021 | Örebro SK  | 1 – 4           | Rävåsens IK                                                          | Grönpepparparkens IP                    |                                         |
| 19:00 UTC+2 | 19:00 UTC+2     | 67′ (sjm.) | (0 – 2) Rapport | 41′ Frida Jonsson Aspelin 43′, 88′ Hanna Sahlén 85′ Nathalie Bergman | Örebro Publik: 60 Domare: Selma Griberg | Örebro Publik: 60 Domare: Selma Griberg |
| 19:00 UTC+2 | 19:00 UTC+2     |            |                 |                                                                      | Örebro Publik: 60 Domare: Selma Griberg | Örebro Publik: 60 Domare: Selma Griberg |
| 19:00 UTC+2 | 19:00 UTC+2     |            |                 |                                                                      | Örebro Publik: 60 Domare: Selma Griberg | Örebro Publik: 60 Domare: Selma Griberg |

| 17          | 10 augusti 2021 | Onsala BK | 0 – 2           | Qviding FIF                                 | Rydets IP                                       |                                                 |
| 19:00 UTC+2 | 19:00 UTC+2     |           | (0 – 0) Rapport | 77′ Alice Åkerström 90+1′ Ida Alexandersson | Onsala Publik: 100 Domare: Caroline Johannesson | Onsala Publik: 100 Domare: Caroline Johannesson |
| 19:00 UTC+2 | 19:00 UTC+2     |           |                 |                                             | Onsala Publik: 100 Domare: Caroline Johannesson | Onsala Publik: 100 Domare: Caroline Johannesson |
| 19:00 UTC+2 | 19:00 UTC+2     |           |                 |                                             | Onsala Publik: 100 Domare: Caroline Johannesson | Onsala Publik: 100 Domare: Caroline Johannesson |

| 18          | 10 augusti 2021 | Sjöbo IF | 0 – 3           | Trelleborgs FF                                                | Sjöbo IP                           |                                    |
| 19:00 UTC+2 | 19:00 UTC+2     |          | (0 – 0) Rapport | 60′ Jennifer Lilliehöök 61′ Elin Engbe 82′ Gabrielle Ahlström | Sjöbo Domare: Johan Hansen Ölmedal | Sjöbo Domare: Johan Hansen Ölmedal |
| 19:00 UTC+2 | 19:00 UTC+2     |          |                 |                                                               | Sjöbo Domare: Johan Hansen Ölmedal | Sjöbo Domare: Johan Hansen Ölmedal |
| 19:00 UTC+2 | 19:00 UTC+2     |          |                 |                                                               | Sjöbo Domare: Johan Hansen Ölmedal | Sjöbo Domare: Johan Hansen Ölmedal |

| 19          | 11 augusti 2021 | IK Brage | 0 – 5           | Kvarnsvedens IK                                                        | Domnarvsvallen                                |                                               |
| 19:00 UTC+2 | 19:00 UTC+2     |          | (0 – 1) Rapport | 40′ Sofia Lagerström 54′, 83′ Emma Holmberg 73′, 90+1′ Agnes Dahlström | Borlänge Publik: 548 Domare: Amanda Davidsson | Borlänge Publik: 548 Domare: Amanda Davidsson |
| 19:00 UTC+2 | 19:00 UTC+2     |          |                 |                                                                        | Borlänge Publik: 548 Domare: Amanda Davidsson | Borlänge Publik: 548 Domare: Amanda Davidsson |
| 19:00 UTC+2 | 19:00 UTC+2     |          |                 |                                                                        | Borlänge Publik: 548 Domare: Amanda Davidsson | Borlänge Publik: 548 Domare: Amanda Davidsson |

| 20          | 11 augusti 2021 | Husqvarna FF                                                | 4 – 0           | Mariebo IK | Vapenvallen                                 |                                             |
| 19:00 UTC+2 | 19:00 UTC+2     | Lina Gasslander 15′ Wilma Wigren 72′, 74′ Rebecca Björk 88′ | (1 – 0) Rapport |            | Huskvarna Publik: 150 Domare: Alin Piscoran | Huskvarna Publik: 150 Domare: Alin Piscoran |
| 19:00 UTC+2 | 19:00 UTC+2     |                                                             |                 |            | Huskvarna Publik: 150 Domare: Alin Piscoran | Huskvarna Publik: 150 Domare: Alin Piscoran |
| 19:00 UTC+2 | 19:00 UTC+2     |                                                             |                 |            | Huskvarna Publik: 150 Domare: Alin Piscoran | Huskvarna Publik: 150 Domare: Alin Piscoran |

| 21          | 11 augusti 2021 | Önnestad BoIF | 0000 1 – 6 (e.fl.) | Hittarps IK                                                                               | Önnevallen                     |                                |
| 19:00 UTC+2 | 19:00 UTC+2     | 31′ (sjm.)    | (1 – 1) Rapport    | 34′ Emilia Jönsson 91′ Sara Hansson 104′ Disa Olausson 106′, 113′, 118′ Marielle Karlsson | Önnestad Domare: Sofia Wigerup | Önnestad Domare: Sofia Wigerup |
| 19:00 UTC+2 | 19:00 UTC+2     |               |                    |                                                                                           | Önnestad Domare: Sofia Wigerup | Önnestad Domare: Sofia Wigerup |
| 19:00 UTC+2 | 19:00 UTC+2     |               |                    |                                                                                           | Önnestad Domare: Sofia Wigerup | Önnestad Domare: Sofia Wigerup |

| 22          | 11 augusti 2021 | IK Tun                            | 2 – 6           | Enskede IK | Enstaberga IP                               |                                             |
| 19:15 UTC+2 | 19:15 UTC+2     | Ebba Karnehov 23′ Line Höök 90+1′ | (1 – 3) Rapport | 27′ Sofia Othérus 28′, 32′ Yaren Özpolat 76′ Lydia Jönsson 85′ Agnes Axelsson Thonérfelth 90+2′ Jenny Mattsson | Enstaberga Publik: 51 Domare: Ida Kellström | Enstaberga Publik: 51 Domare: Ida Kellström |
| 19:15 UTC+2 | 19:15 UTC+2     |                                   |                 | | Enstaberga Publik: 51 Domare: Ida Kellström | Enstaberga Publik: 51 Domare: Ida Kellström |
| 19:15 UTC+2 | 19:15 UTC+2     |                                   |                 | | Enstaberga Publik: 51 Domare: Ida Kellström | Enstaberga Publik: 51 Domare: Ida Kellström |

| 23          | 11 augusti 2021 | Boo FF                                | 2 – 1           | Sollentuna FK              | Boovallen                                |                                          |
| 19:30 UTC+2 | 19:30 UTC+2     | Josefin Steger 21′ Rebecca Lyxell 59′ | (1 – 0) Rapport | 68′ Clara Fuentes Eliasson | Stockholm Publik: 77 Domare: Emanuel Tas | Stockholm Publik: 77 Domare: Emanuel Tas |
| 19:30 UTC+2 | 19:30 UTC+2     |                                       |                 |                            | Stockholm Publik: 77 Domare: Emanuel Tas | Stockholm Publik: 77 Domare: Emanuel Tas |
| 19:30 UTC+2 | 19:30 UTC+2     |                                       |                 |                            | Stockholm Publik: 77 Domare: Emanuel Tas | Stockholm Publik: 77 Domare: Emanuel Tas |

| 24          | 11 augusti 2021 | Öckerö IF                                                                  | 6 – 0           | IK Rössö | Prästängens IP              |                             |
| 20:00 UTC+2 | 20:00 UTC+2     | Tilda Nilsson 13′, 19′, 55′, 86′ Lisa Palm 27′ Johanna Englund Nilsson 40′ | (4 – 0) Rapport |          | Öckerö Domare: Adnan Tongur | Öckerö Domare: Adnan Tongur |
| 20:00 UTC+2 | 20:00 UTC+2     |                                                                            |                 |          | Öckerö Domare: Adnan Tongur | Öckerö Domare: Adnan Tongur |
| 20:00 UTC+2 | 20:00 UTC+2     |                                                                            |                 |          | Öckerö Domare: Adnan Tongur | Öckerö Domare: Adnan Tongur |

| 25          | 11 augusti 2021 | IFK Lidingö                                         | 3 – 2           | Täby FK                              | Breviks IP                                 |                                            |
| 20:15 UTC+2 | 20:15 UTC+2     | Mathilda Schwab 20′ Femke Builtjes Månsson 25′, 26′ | (3 – 0) Rapport | 64′ Isabell Roll 85′ Sofia Lindqvist | Stockholm Publik: 100 Domare: Mimmi Damtew | Stockholm Publik: 100 Domare: Mimmi Damtew |
| 20:15 UTC+2 | 20:15 UTC+2     |                                                     |                 |                                      | Stockholm Publik: 100 Domare: Mimmi Damtew | Stockholm Publik: 100 Domare: Mimmi Damtew |
| 20:15 UTC+2 | 20:15 UTC+2     |                                                     |                 |                                      | Stockholm Publik: 100 Domare: Mimmi Damtew | Stockholm Publik: 100 Domare: Mimmi Damtew |

| 26          | 18 augusti 2021 | Sätra SK       | 1 – 0           | Tyresö FF | Sätra BP                                |                                         |
| 19:30 UTC+2 | 19:30 UTC+2     | Ida Nyberg 73′ | (0 – 0) Rapport |           | Stockholm Publik: 85 Domare: Moa Wettby | Stockholm Publik: 85 Domare: Moa Wettby |
| 19:30 UTC+2 | 19:30 UTC+2     |                |                 |           | Stockholm Publik: 85 Domare: Moa Wettby | Stockholm Publik: 85 Domare: Moa Wettby |
| 19:30 UTC+2 | 19:30 UTC+2     |                |                 |           | Stockholm Publik: 85 Domare: Moa Wettby | Stockholm Publik: 85 Domare: Moa Wettby |

## Omgång 2

### Sammanfattning
| Andra omgången – 40 deltagande klubblag | Andra omgången – 40 deltagande klubblag | Andra omgången – 40 deltagande klubblag |
| --------------------------------------- | --------------------------------------- | --------------------------------------- |
| Lag 1                                   | Resultat                                | Lag 2                                   |
| Ljusdals IF                             | 0–2                                     | Kvarnsvedens IK                         |
| Öckerö IF                               | 00000–3 (WO)                            | Göteborgs DFF                           |
| Enskede IK                              | 0–9                                     | IF Brommapojkarna                       |
| Själevads IK                            | 00003–3 (e.f.) (3–0 str.)               | Sundsvalls DFF                          |
| Gamla Upsala SK                         | 0–5                                     | IK Uppsala                              |
| Qviding FIF                             | 0–3                                     | Jitex BK                                |
| Team TG                                 | 0–2                                     | Umeå IK                                 |
| Trelleborgs FF                          | 1–3                                     | Borgeby FK                              |
| Boo FF                                  | 00003–0 (WO)                            | Dalhem IF                               |
| Linköping BK                            | 0–4                                     | IFK Norrköping                          |
| Degerfors IF                            | 2–7                                     | Västerås BK30                           |
| IFK Värnamo                             | 2–3                                     | Husqvarna FF                            |
| Sätra SK                                | 00000–0 (e.f.) (4–3 str.)               | Älvsjö AIK                              |
| Älmhults IF                             | 3–9                                     | IFK Kalmar                              |
| Lödöse Nygård IK                        | 1–6                                     | Alingsås FC                             |
| Infjärdens SK                           | 00000–3 (WO)                            | Morön BK                                |
| Rävåsens IK                             | 0–4                                     | Mallbackens IF                          |
| Hittarps IK                             | 2–7                                     | Eskilsminne IF                          |
| IFK Lidingö                             | 0–1                                     | Bollstanäs SK                           |
| Trollhättans FK                         | 00003–6 (e.f.)                          | Lidköpings FK                           |

### Matcher
| 1           | 25 augusti 2021 | Ljusdals IF | 0 – 2           | Kvarnsvedens IK                     | Erik Hamŕens plan                        |                                          |
| 19:00 UTC+2 | 19:00 UTC+2     |             | (0 – 1) Rapport | 34′ Agnes Dahlström 81′ Elin Hjälte | Ljudal Publik: 50 Domare: Katrin De Boer | Ljudal Publik: 50 Domare: Katrin De Boer |
| 19:00 UTC+2 | 19:00 UTC+2     |             |                 |                                     | Ljudal Publik: 50 Domare: Katrin De Boer | Ljudal Publik: 50 Domare: Katrin De Boer |
| 19:00 UTC+2 | 19:00 UTC+2     |             |                 |                                     | Ljudal Publik: 50 Domare: Katrin De Boer | Ljudal Publik: 50 Domare: Katrin De Boer |

| 2           | 31 augusti 2021 | Öckerö IF | 0000 0 – 3 (WO) | Göteborgs DFF | Prästängen |        |
| 19:30 UTC+2 | 19:30 UTC+2     |           | Rapport         |               | Öckerö     | Öckerö |
| 19:30 UTC+2 | 19:30 UTC+2     |           |                 |               | Öckerö     | Öckerö |
| 19:30 UTC+2 | 19:30 UTC+2     |           |                 |               | Öckerö     | Öckerö |

| 3           | 31 augusti 2021 | Enskede IK | 0 – 9           | IF Brommapojkarna | Enskede IP                                 |                                            |
| 20:00 UTC+2 | 20:00 UTC+2     |            | (0 – 5) Rapport | 12′, 14′, 30′ Michelle Rojas Flores 24′ Mathilda Lindström 44′ Elin Bergkvist 63′, 78′ Mathilda Johansson Prakt 74′ Jennifer Sjösten 84′ Tempest-Marie Norlin | Stockholm Publik: 150 Domare: Mimmi Damtew | Stockholm Publik: 150 Domare: Mimmi Damtew |
| 20:00 UTC+2 | 20:00 UTC+2     |            |                 | | Stockholm Publik: 150 Domare: Mimmi Damtew | Stockholm Publik: 150 Domare: Mimmi Damtew |
| 20:00 UTC+2 | 20:00 UTC+2     |            |                 | | Stockholm Publik: 150 Domare: Mimmi Damtew | Stockholm Publik: 150 Domare: Mimmi Damtew |

| 4           | 1 september 2021 | Själevads IK                                            | 0000 3 – 3 (e.fl.)         | Sundsvalls DFF                         | Själevads IP                               |                                            |
| 18:00 UTC+2 | 18:00 UTC+2      | Alice Rosén 21′ Amanda Norberg 43′ Paulina Fahlberg 68′ | (2 – 2) Rapport            | 5′, 24′ Linnea Strand 85′ Maja Barkemo | Själevad Publik: 54 Domare: William Schill | Själevad Publik: 54 Domare: William Schill |
| 18:00 UTC+2 | 18:00 UTC+2      |                                                         |                            |                                        | Själevad Publik: 54 Domare: William Schill | Själevad Publik: 54 Domare: William Schill |
| 18:00 UTC+2 | 18:00 UTC+2      | Amanda Norberg Linnéa Östman Paulina Fahlberg           | Straffsparksläggning 3 – 0 |                                        | Själevad Publik: 54 Domare: William Schill | Själevad Publik: 54 Domare: William Schill |

| 5           | 1 september 2021 | Gamla Upsala SK | 0 – 5           | IK Uppsala                                                                      | Studenternas IP                                  |                                                  |
| 18:30 UTC+2 | 18:30 UTC+2      |                 | (0 – 3) Rapport | 7′ Ellen Toivio 21′, 42′ Moa Öhman 53′ Marika Bergman Lundin 64′ Thea Barkfeldt | Uppsala Publik: 100 Domare: Amanda Nylund Karman | Uppsala Publik: 100 Domare: Amanda Nylund Karman |
| 18:30 UTC+2 | 18:30 UTC+2      |                 |                 |                                                                                 | Uppsala Publik: 100 Domare: Amanda Nylund Karman | Uppsala Publik: 100 Domare: Amanda Nylund Karman |
| 18:30 UTC+2 | 18:30 UTC+2      |                 |                 |                                                                                 | Uppsala Publik: 100 Domare: Amanda Nylund Karman | Uppsala Publik: 100 Domare: Amanda Nylund Karman |

| 6           | 1 september 2021 | Qviding FIF | 0 – 3   | Jitex BK | Valhalla IP                       |                                   |
| 19:00 UTC+2 | 19:00 UTC+2      |             | Rapport |          | Göteborg Domare: Soroush Mahmoudi | Göteborg Domare: Soroush Mahmoudi |
| 19:00 UTC+2 | 19:00 UTC+2      |             |         |          | Göteborg Domare: Soroush Mahmoudi | Göteborg Domare: Soroush Mahmoudi |
| 19:00 UTC+2 | 19:00 UTC+2      |             |         |          | Göteborg Domare: Soroush Mahmoudi | Göteborg Domare: Soroush Mahmoudi |

| 7           | 1 september 2021 | Team TG | 0 – 2           | Umeå IK                                          | Umeå Energi Arena                    |                                      |
| 19:30 UTC+2 | 19:30 UTC+2      |         | (0 – 1) Rapport | 23′ Patrycja Weronika Jerzak 63′ Monica Jusu Bah | Umeå Publik: 277 Domare: Anja Collén | Umeå Publik: 277 Domare: Anja Collén |
| 19:30 UTC+2 | 19:30 UTC+2      |         |                 |                                                  | Umeå Publik: 277 Domare: Anja Collén | Umeå Publik: 277 Domare: Anja Collén |
| 19:30 UTC+2 | 19:30 UTC+2      |         |                 |                                                  | Umeå Publik: 277 Domare: Anja Collén | Umeå Publik: 277 Domare: Anja Collén |

| 8           | 1 september 2021 | Trelleborgs FF   | 1 – 3           | Borgeby FK                                          | Vångavallen                            |                                        |
| 19:30 UTC+2 | 19:30 UTC+2      | Amalia Mahdi 59′ | (0 – 2) Rapport | 31′ Nova Karlsson 35′ Amanda Olsson 61′ Alice Egnér | Trelleborg Domare: Alexander Bergqvist | Trelleborg Domare: Alexander Bergqvist |
| 19:30 UTC+2 | 19:30 UTC+2      |                  |                 |                                                     | Trelleborg Domare: Alexander Bergqvist | Trelleborg Domare: Alexander Bergqvist |
| 19:30 UTC+2 | 19:30 UTC+2      |                  |                 |                                                     | Trelleborg Domare: Alexander Bergqvist | Trelleborg Domare: Alexander Bergqvist |

| 9     | 2021  | Boo FF | 0000 3 – 0 (WO) | Dalhem IF |  |  |
| UTC+2 | UTC+2 |        | Rapport         |           |  |  |
| UTC+2 | UTC+2 |        |                 |           |  |  |
| UTC+2 | UTC+2 |        |                 |           |  |  |

| 10          | 7 september 2021 | Linköping BK | 0 – 4           | IFK Norrköping                                                                  | Skarpans IP                                        |                                                    |
| 17:45 UTC+2 | 17:45 UTC+2      |              | (0 – 3) Rapport | 15′ Molly Wiklander 30′ Selma Cajlakovic 41′ Clara Flenhagen 80′ Sabina Ravnell | Linköping Publik: 90 Domare: Linda Eriksson Kartal | Linköping Publik: 90 Domare: Linda Eriksson Kartal |
| 17:45 UTC+2 | 17:45 UTC+2      |              |                 |                                                                                 | Linköping Publik: 90 Domare: Linda Eriksson Kartal | Linköping Publik: 90 Domare: Linda Eriksson Kartal |
| 17:45 UTC+2 | 17:45 UTC+2      |              |                 |                                                                                 | Linköping Publik: 90 Domare: Linda Eriksson Kartal | Linköping Publik: 90 Domare: Linda Eriksson Kartal |

| 11          | 7 september 2021 | Degerfors IF            | 2 – 7           | Västerås BK30                                                                                   | Stora Valla                                    |                                                |
| 19:00 UTC+2 | 19:00 UTC+2      | Tyra Eriksson 9′, 90+1′ | (1 – 4) Rapport | 12′, 40′, 61′, 88′ Sara Eriksson 19′ Emelie Alfredsson 24′ Wilma Hedenström 59′ Johanna Norberg | Degerfors Publik: 129 Domare: Nicklas Mattsson | Degerfors Publik: 129 Domare: Nicklas Mattsson |
| 19:00 UTC+2 | 19:00 UTC+2      |                         |                 |                                                                                                 | Degerfors Publik: 129 Domare: Nicklas Mattsson | Degerfors Publik: 129 Domare: Nicklas Mattsson |
| 19:00 UTC+2 | 19:00 UTC+2      |                         |                 |                                                                                                 | Degerfors Publik: 129 Domare: Nicklas Mattsson | Degerfors Publik: 129 Domare: Nicklas Mattsson |

| 12          | 7 september 2021 | IFK Värnamo | 2 – 3   | Husqvarna FF | Finnvedsvallen               |                              |
| 19:00 UTC+2 | 19:00 UTC+2      |             | Rapport |              | Värnamo Domare: Senad Hamula | Värnamo Domare: Senad Hamula |
| 19:00 UTC+2 | 19:00 UTC+2      |             |         |              | Värnamo Domare: Senad Hamula | Värnamo Domare: Senad Hamula |
| 19:00 UTC+2 | 19:00 UTC+2      |             |         |              | Värnamo Domare: Senad Hamula | Värnamo Domare: Senad Hamula |

| 13          | 7 september 2021 | Sätra SK                                             | 0000 0 – 0 (e.fl.)         | Älvsjö AIK                                         | Sätra BP                                |                                         |
| 19:45 UTC+2 | 19:45 UTC+2      |                                                      | (0 – 0) Rapport            |                                                    | Stockholm Publik: 75 Domare: Moa Wettby | Stockholm Publik: 75 Domare: Moa Wettby |
| 19:45 UTC+2 | 19:45 UTC+2      |                                                      |                            |                                                    | Stockholm Publik: 75 Domare: Moa Wettby | Stockholm Publik: 75 Domare: Moa Wettby |
| 19:45 UTC+2 | 19:45 UTC+2      | Grace Cespedes Linnéa Modin Kim Vulic Tilda Carlsson | Straffsparksläggning 4 – 3 | Linn Bogren Isabella Praneetphonkrang Amanda Frank | Stockholm Publik: 75 Domare: Moa Wettby | Stockholm Publik: 75 Domare: Moa Wettby |

| 14          | 8 september 2021 | Älmhults IF                            | 3 – 9           | IFK Kalmar | Älmevallen                               |                                          |
| 17:30 UTC+2 | 17:30 UTC+2      | Saga Sthen 6′ Johanna Ribacke 14′, 65′ | (2 – 3) Rapport | 5′, 7′, 13′ Ofelia Medhammar 46′, 61′, 63′ Tabby Tindell 48′ Mimmi Asperot 58′ Amanda Persson 71′ Ronya Halleen | Älmhult Publik: 170 Domare: Rafal Posnik | Älmhult Publik: 170 Domare: Rafal Posnik |
| 17:30 UTC+2 | 17:30 UTC+2      |                                        |                 | | Älmhult Publik: 170 Domare: Rafal Posnik | Älmhult Publik: 170 Domare: Rafal Posnik |
| 17:30 UTC+2 | 17:30 UTC+2      |                                        |                 | | Älmhult Publik: 170 Domare: Rafal Posnik | Älmhult Publik: 170 Domare: Rafal Posnik |

| 15          | 8 september 2021 | Lödöse Nygård IK      | 1 – 6           | Alingsås FC                                                                           | Alevi IP                       |                                |
| 18:00 UTC+2 | 18:00 UTC+2      | Matilda Johansson 61′ | (0 – 3) Rapport | 28′ Pernilla Milton 40′, 42′ Stina Jensen 70′ Taylor Townsend 82′, 88′ Lisa Johansson | Nygård Domare: Emilia Stensson | Nygård Domare: Emilia Stensson |
| 18:00 UTC+2 | 18:00 UTC+2      |                       |                 |                                                                                       | Nygård Domare: Emilia Stensson | Nygård Domare: Emilia Stensson |
| 18:00 UTC+2 | 18:00 UTC+2      |                       |                 |                                                                                       | Nygård Domare: Emilia Stensson | Nygård Domare: Emilia Stensson |

| 16          | 8 september 2021 | Infjärdens SK | 00000 – 3 (WO) | Morön BK | LF Arena |       |
| 19:00 UTC+2 | 19:00 UTC+2      |               | Rapport        |          | Piteå    | Piteå |
| 19:00 UTC+2 | 19:00 UTC+2      |               |                |          | Piteå    | Piteå |
| 19:00 UTC+2 | 19:00 UTC+2      |               |                |          | Piteå    | Piteå |

| 17          | 8 september 2021 | Rävåsens IK | 0 – 4           | Mallbackens IF                                                | Kilsta IP                                     |                                               |
| 19:00 UTC+2 | 19:00 UTC+2      |             | (0 – 1) Rapport | 27′ Sarah Michael 77′, 89′ Svea Renberg 86′ Irvina Bajramovic | Karlskoga Publik: 67 Domare: Amanda Davidsson | Karlskoga Publik: 67 Domare: Amanda Davidsson |
| 19:00 UTC+2 | 19:00 UTC+2      |             |                 |                                                               | Karlskoga Publik: 67 Domare: Amanda Davidsson | Karlskoga Publik: 67 Domare: Amanda Davidsson |
| 19:00 UTC+2 | 19:00 UTC+2      |             |                 |                                                               | Karlskoga Publik: 67 Domare: Amanda Davidsson | Karlskoga Publik: 67 Domare: Amanda Davidsson |

| 18          | 8 september 2021 | Hittarps IK                           | 2 – 7           | Eskilsminne IF                                                         | Laröds IP                             |                                       |
| 19:00 UTC+2 | 19:00 UTC+2      | Amanda Strandh 18′ Emma Björklund 55′ | (1 – 3) Rapport | 14′, 36′, 78′ Emma Widesjö 33′, 63′ Ellen Pigg 65′, 75′ Johanna Olsson | Helsingborg Domare: Isabelle Svensson | Helsingborg Domare: Isabelle Svensson |
| 19:00 UTC+2 | 19:00 UTC+2      |                                       |                 |                                                                        | Helsingborg Domare: Isabelle Svensson | Helsingborg Domare: Isabelle Svensson |
| 19:00 UTC+2 | 19:00 UTC+2      |                                       |                 |                                                                        | Helsingborg Domare: Isabelle Svensson | Helsingborg Domare: Isabelle Svensson |

| 19          | 8 september 2021 | IFK Lidingö | 0 – 1           | Bollstanäs SK     | Lidingövallen                                     |                                                   |
| 19:30 UTC+2 | 19:30 UTC+2      |             | (0 – 0) Rapport | 81′ Lawlaw Nazeri | Stockholm Publik: 95 Domare: Amanda Nylund Karman | Stockholm Publik: 95 Domare: Amanda Nylund Karman |
| 19:30 UTC+2 | 19:30 UTC+2      |             |                 |                   | Stockholm Publik: 95 Domare: Amanda Nylund Karman | Stockholm Publik: 95 Domare: Amanda Nylund Karman |
| 19:30 UTC+2 | 19:30 UTC+2      |             |                 |                   | Stockholm Publik: 95 Domare: Amanda Nylund Karman | Stockholm Publik: 95 Domare: Amanda Nylund Karman |

| 20          | 8 september 2021 | Trollhättans FK                            | 0000 3 – 6 (e.fl.) | Lidköpings FK                                                                               | Edborgs IP                                    |                                               |
| 19:30 UTC+2 | 19:30 UTC+2      | Amanda Aronsson 17′, 36′ Elvira Olsson 21′ | (3 – 2) Rapport    | 5′, 114′ Samantha Murphy 13′ Dorothea Greulich 72′ Ida Pettersson 107′, 108′ Elin Björklund | Trollhättan Publik: 134 Domare: Mehdi Shirazi | Trollhättan Publik: 134 Domare: Mehdi Shirazi |
| 19:30 UTC+2 | 19:30 UTC+2      |                                            |                    |                                                                                             | Trollhättan Publik: 134 Domare: Mehdi Shirazi | Trollhättan Publik: 134 Domare: Mehdi Shirazi |
| 19:30 UTC+2 | 19:30 UTC+2      |                                            |                    |                                                                                             | Trollhättan Publik: 134 Domare: Mehdi Shirazi | Trollhättan Publik: 134 Domare: Mehdi Shirazi |

## Omgång 3

### Sammanfattning
| Tredje omgången – 32 deltagande klubblag | Tredje omgången – 32 deltagande klubblag | Tredje omgången – 32 deltagande klubblag |
| ---------------------------------------- | ---------------------------------------- | ---------------------------------------- |
| Lag 1                                    | Resultat                                 | Lag 2                                    |
| Göteborgs DFF                            | 0–6                                      | BK Häcken                                |
| Bollstanäs BK                            | 3–2                                      | IK Uppsala                               |
| IFK Kalmar                               | 00002–3 (e.f.)                           | Växjö DFF                                |
| Boo FF                                   | 0–5                                      | Djurgårdens IF                           |
| Morön BK                                 | 0–1                                      | Piteå IF                                 |
| Kvarnsvedens IK                          | 1–3                                      | Mallbackens IF                           |
| IF Brommapojkarna                        | 3–2                                      | AIK                                      |
| Sätra SK                                 | 0–3                                      | Hammarby IF                              |
| Västerås BK30                            | 0–7                                      | KIF Örebro                               |
| IFK Norrköping                           | 1–2                                      | Eskilstuna United                        |
| Husqvarna FF                             | 0–3                                      | Linköpings FC                            |
| Jitex BK                                 | 2–1                                      | Vittsjö GIK                              |
| Eskilsminne IF                           | 1–6                                      | Kristianstads DFF                        |
| Lidköpings FK                            | 1–2                                      | Alingsås FC                              |
| Själevads IK                             | 1–4                                      | Umeå IK                                  |
| Borgeby FK                               | 2–4                                      | FC Rosengård                             |

### Matcher
| 1           | 28 september 2021 | Göteborgs DFF | 0 – 6           | BK Häcken                                                             | Valhalla IP                        |                                    |
| 19:30 UTC+2 | 19:30 UTC+2       |               | (0 – 2) Rapport | 18′, 50′ Mille Gejl Jensen 36′, 80′ Dylan Holmes 61′, 73′ Evelyn Ijeh | Göteborg Domare: Maral Mirzai Beni | Göteborg Domare: Maral Mirzai Beni |
| 19:30 UTC+2 | 19:30 UTC+2       |               |                 |                                                                       | Göteborg Domare: Maral Mirzai Beni | Göteborg Domare: Maral Mirzai Beni |
| 19:30 UTC+2 | 19:30 UTC+2       |               |                 |                                                                       | Göteborg Domare: Maral Mirzai Beni | Göteborg Domare: Maral Mirzai Beni |

| 2           | 28 september 2021 | Bollstanäs SK                                       | 3 – 2           | IK Uppsala                       | Bollstanäs IP                         |                                       |
| 20:00 UTC+2 | 20:00 UTC+2       | Sanna Öhlund 12′ Karin Öberg 40′ Simone Edefall 89′ | (2 – 1) Rapport | 44′ Moa Öhman 49′ Beatrice Gärds | Bollstanäs Publik: 69 Domare: Ali Ali | Bollstanäs Publik: 69 Domare: Ali Ali |
| 20:00 UTC+2 | 20:00 UTC+2       |                                                     |                 |                                  | Bollstanäs Publik: 69 Domare: Ali Ali | Bollstanäs Publik: 69 Domare: Ali Ali |
| 20:00 UTC+2 | 20:00 UTC+2       |                                                     |                 |                                  | Bollstanäs Publik: 69 Domare: Ali Ali | Bollstanäs Publik: 69 Domare: Ali Ali |

| 3           | 29 september 2021 | IFK Kalmar                           | 0000 2 – 3 (e.fl.) | Växjö DFF                                                 | Gröndals IP                              |                                          |
| 18:00 UTC+2 | 18:00 UTC+2       | Tabby Tindell 43′ Amanda Persson 73′ | (1 – 1) Rapport    | 28′ Nellie Karlsson 52′ Elin Nilsson 111′ Juliette Kemppi | Kalmar Publik: 88 Domare: Hassan Al-Saqr | Kalmar Publik: 88 Domare: Hassan Al-Saqr |
| 18:00 UTC+2 | 18:00 UTC+2       |                                      |                    |                                                           | Kalmar Publik: 88 Domare: Hassan Al-Saqr | Kalmar Publik: 88 Domare: Hassan Al-Saqr |
| 18:00 UTC+2 | 18:00 UTC+2       |                                      |                    |                                                           | Kalmar Publik: 88 Domare: Hassan Al-Saqr | Kalmar Publik: 88 Domare: Hassan Al-Saqr |

| 4           | 29 september 2021 | Boo FF | 0 – 5           | Djurgårdens IF                                                                    | Boovallen                    |                              |
| 18:45 UTC+2 | 18:45 UTC+2       |        | (0 – 1) Rapport | 31′ Ellen Andersson 55′, 68′ Hanna Stokki 90′ Tilde Lindwall 90+1′ Hanna Ekengren | Stockholm Domare: Ulrica Löv | Stockholm Domare: Ulrica Löv |
| 18:45 UTC+2 | 18:45 UTC+2       |        |                 |                                                                                   | Stockholm Domare: Ulrica Löv | Stockholm Domare: Ulrica Löv |
| 18:45 UTC+2 | 18:45 UTC+2       |        |                 |                                                                                   | Stockholm Domare: Ulrica Löv | Stockholm Domare: Ulrica Löv |

| 5           | 29 september 2021 | Morön BK | 0 – 1           | Piteå IF            | Skogsvallen                                  |                                              |
| 19:00 UTC+2 | 19:00 UTC+2       |          | (0 – 1) Rapport | 36′ Katrina Guillou | Skellefteå Publik: 141 Domare: Eva Svärdsudd | Skellefteå Publik: 141 Domare: Eva Svärdsudd |
| 19:00 UTC+2 | 19:00 UTC+2       |          |                 |                     | Skellefteå Publik: 141 Domare: Eva Svärdsudd | Skellefteå Publik: 141 Domare: Eva Svärdsudd |
| 19:00 UTC+2 | 19:00 UTC+2       |          |                 |                     | Skellefteå Publik: 141 Domare: Eva Svärdsudd | Skellefteå Publik: 141 Domare: Eva Svärdsudd |

| 6           | 29 september 2021 | Kvarnsvedens IK   | 1 – 3           | Mallbackens IF                                               | Ljungbergsplanen                |                                 |
| 19:00 UTC+2 | 19:00 UTC+2       | Emma Lindén 90+1′ | (0 – 0) Rapport | 47′ Ritah Kivumbi 57′ Susanne Skålberg 74′ Irvina Bajramovic | Borlänge Domare: Hanna Laajanen | Borlänge Domare: Hanna Laajanen |
| 19:00 UTC+2 | 19:00 UTC+2       |                   |                 |                                                              | Borlänge Domare: Hanna Laajanen | Borlänge Domare: Hanna Laajanen |
| 19:00 UTC+2 | 19:00 UTC+2       |                   |                 |                                                              | Borlänge Domare: Hanna Laajanen | Borlänge Domare: Hanna Laajanen |

| 7           | 29 september 2021 | IF Brommapojkarna                         | 3 – 2           | AIK                                  | Hammarby IP                                        |                                                    |
| 19:00 UTC+2 | 19:00 UTC+2       | Michelle Flores 27′, 48′ Saga Swedman 28′ | (2 – 2) Rapport | 8′ Emelie Jansson 18′ Matilda Nildén | Stockholm Publik: 115 Domare: Sofie Borck Janeheim | Stockholm Publik: 115 Domare: Sofie Borck Janeheim |
| 19:00 UTC+2 | 19:00 UTC+2       |                                           |                 |                                      | Stockholm Publik: 115 Domare: Sofie Borck Janeheim | Stockholm Publik: 115 Domare: Sofie Borck Janeheim |
| 19:00 UTC+2 | 19:00 UTC+2       |                                           |                 |                                      | Stockholm Publik: 115 Domare: Sofie Borck Janeheim | Stockholm Publik: 115 Domare: Sofie Borck Janeheim |

| 8           | 29 september 2021 | Sätra SK | 0 – 3           | Hammarby IF                                                     | Sätra BP                                 |                                          |
| 19:00 UTC+2 | 19:00 UTC+2       |          | (0 – 1) Rapport | 13′ Ellen Wangerheim 56′ Matilda Vinberg 90+3′ Frida Thörnqvist | Stockholm Publik: 200 Domare: Moa Wettby | Stockholm Publik: 200 Domare: Moa Wettby |
| 19:00 UTC+2 | 19:00 UTC+2       |          |                 |                                                                 | Stockholm Publik: 200 Domare: Moa Wettby | Stockholm Publik: 200 Domare: Moa Wettby |
| 19:00 UTC+2 | 19:00 UTC+2       |          |                 |                                                                 | Stockholm Publik: 200 Domare: Moa Wettby | Stockholm Publik: 200 Domare: Moa Wettby |

| 9           | 29 september 2021 | Västerås BK30 | 0 – 7           | KIF Örebro                                                                          | Ringvallen                                |                                           |
| 19:00 UTC+2 | 19:00 UTC+2       |               | (0 – 4) Rapport | 16′ (sjm.) 26′, 34′, 61′ Wilma Öhman 30′, 55′ Heidi Kollanen 48′ Sophia Redenstrand | Västerås Publik: 50 Domare: Selma Griberg | Västerås Publik: 50 Domare: Selma Griberg |
| 19:00 UTC+2 | 19:00 UTC+2       |               |                 |                                                                                     | Västerås Publik: 50 Domare: Selma Griberg | Västerås Publik: 50 Domare: Selma Griberg |
| 19:00 UTC+2 | 19:00 UTC+2       |               |                 |                                                                                     | Västerås Publik: 50 Domare: Selma Griberg | Västerås Publik: 50 Domare: Selma Griberg |

| 10          | 29 september 2021 | IFK Norrköping        | 1 – 2           | Eskilstuna United                   | Platinumcars Arena                          |                                             |
| 19:00 UTC+2 | 19:00 UTC+2       | Lovisa Gustafsson 50′ | (0 – 0) Rapport | 52′ Lucia Duras 82′ Paulina Nyström | Norrköping Publik: 84 Domare: Erik Karlgren | Norrköping Publik: 84 Domare: Erik Karlgren |
| 19:00 UTC+2 | 19:00 UTC+2       |                       |                 |                                     | Norrköping Publik: 84 Domare: Erik Karlgren | Norrköping Publik: 84 Domare: Erik Karlgren |
| 19:00 UTC+2 | 19:00 UTC+2       |                       |                 |                                     | Norrköping Publik: 84 Domare: Erik Karlgren | Norrköping Publik: 84 Domare: Erik Karlgren |

| 11          | 29 september 2021 | Husqvarna FF | 0 – 3           | Linköpings FC                                                             | Vapenvallen                                    |                                                |
| 19:00 UTC+2 | 19:00 UTC+2       |              | (0 – 0) Rapport | 49′ Ronja Karlsson Törnborg 60′ (sjm.) Wilma Wigren 81′ Therese Simonsson | Huskvarna Publik: 450 Domare: Vanja van Beelen | Huskvarna Publik: 450 Domare: Vanja van Beelen |
| 19:00 UTC+2 | 19:00 UTC+2       |              |                 |                                                                           | Huskvarna Publik: 450 Domare: Vanja van Beelen | Huskvarna Publik: 450 Domare: Vanja van Beelen |
| 19:00 UTC+2 | 19:00 UTC+2       |              |                 |                                                                           | Huskvarna Publik: 450 Domare: Vanja van Beelen | Huskvarna Publik: 450 Domare: Vanja van Beelen |

| 12          | 29 september 2021 | Jitex BK                                    | 2 – 1           | Vittsjö GIK | Åbyvallen                    |                              |
| 19:00 UTC+2 | 19:00 UTC+2       | Stinalisa Johansson 44′ Fanny Linderoth 87′ | (1 – 1) Rapport | 18′ (sjm.)  | Mölndal Domare: Sara Persson | Mölndal Domare: Sara Persson |
| 19:00 UTC+2 | 19:00 UTC+2       |                                             |                 |             | Mölndal Domare: Sara Persson | Mölndal Domare: Sara Persson |
| 19:00 UTC+2 | 19:00 UTC+2       |                                             |                 |             | Mölndal Domare: Sara Persson | Mölndal Domare: Sara Persson |

| 13          | 29 september 2021 | Eskilsminne IF | 1 – 6   | Kristianstads DFF | Harlyckans IP                         |                                       |
| 19:00 UTC+2 | 19:00 UTC+2       |                | Rapport |                   | Helsingborg Domare: Isabelle Svensson | Helsingborg Domare: Isabelle Svensson |
| 19:00 UTC+2 | 19:00 UTC+2       |                |         |                   | Helsingborg Domare: Isabelle Svensson | Helsingborg Domare: Isabelle Svensson |
| 19:00 UTC+2 | 19:00 UTC+2       |                |         |                   | Helsingborg Domare: Isabelle Svensson | Helsingborg Domare: Isabelle Svensson |

| 14          | 29 september 2021 | Lidköpings FK          | 1 – 2           | Alingsås FC                                | Rådavallen                                    |                                               |
| 19:15 UTC+2 | 19:15 UTC+2       | Elizabeth Pechersky 3′ | (1 – 1) Rapport | 29′ Isabelle Asplund 90+8′ Pernilla Milton | Lidköping Publik: 53 Domare: Amanda Davidsson | Lidköping Publik: 53 Domare: Amanda Davidsson |
| 19:15 UTC+2 | 19:15 UTC+2       |                        |                 |                                            | Lidköping Publik: 53 Domare: Amanda Davidsson | Lidköping Publik: 53 Domare: Amanda Davidsson |
| 19:15 UTC+2 | 19:15 UTC+2       |                        |                 |                                            | Lidköping Publik: 53 Domare: Amanda Davidsson | Lidköping Publik: 53 Domare: Amanda Davidsson |

| 15          | 29 september 2021 | Själevads IK   | 1 – 4           | Umeå IK                                                                  | Skyttis IP                                  |                                             |
| 19:30 UTC+2 | 19:30 UTC+2       | Lisa Törmä 56′ | (0 – 1) Rapport | 22′ Alexandra Sandström 65′, 84′ Henna-Riikka Honkanen 82′ Tilde Westman | Örnsköldsvik Publik: 97 Domare: Anja Collén | Örnsköldsvik Publik: 97 Domare: Anja Collén |
| 19:30 UTC+2 | 19:30 UTC+2       |                |                 |                                                                          | Örnsköldsvik Publik: 97 Domare: Anja Collén | Örnsköldsvik Publik: 97 Domare: Anja Collén |
| 19:30 UTC+2 | 19:30 UTC+2       |                |                 |                                                                          | Örnsköldsvik Publik: 97 Domare: Anja Collén | Örnsköldsvik Publik: 97 Domare: Anja Collén |

| 16          | 12 oktober 2021 | Borgeby FK                             | 2 – 4   | FC Rosengård                                      | Borgeby IP                   |                              |
| 19:00 UTC+2 | 19:00 UTC+2     | Tilde Olsson 9′ Sofia Anker-Kofoed 67′ | Rapport | 9′, 16′, 75′ Stefanie Sanders 84′ Loreta Kullashi | Bjärred Domare: Amane Kandas | Bjärred Domare: Amane Kandas |
| 19:00 UTC+2 | 19:00 UTC+2     |                                        |         |                                                   | Bjärred Domare: Amane Kandas | Bjärred Domare: Amane Kandas |
| 19:00 UTC+2 | 19:00 UTC+2     |                                        |         |                                                   | Bjärred Domare: Amane Kandas | Bjärred Domare: Amane Kandas |

## Anmärkningslista
1. ↑  Matchen gick till förlängning, något SvFF har missat att notera i sin rapport.[1]
2. ↑  Matchen mellan Borgeby FK och FC Rosengård skulle ursprungligen ha spelats den 29 september 2021,[3] men sköts upp på grund av kraftigt regnoväder, vilket gjorde planen ospelbar.[4][5]